# El diablo de hierro
El diablo de hierro (titulado originalmente en inglés The Devil in Iron) es un relato escrito por el autor estadounidense Robert E. Howard para su personaje de ficción Conan el Cimmerio. Publicado por primera vez en agosto de 1934 en la revista pulp Weird Tales, el relato está ambientado en la mítica Era Hiboria, un universo de ficción de espada y brujería creado por Howard.

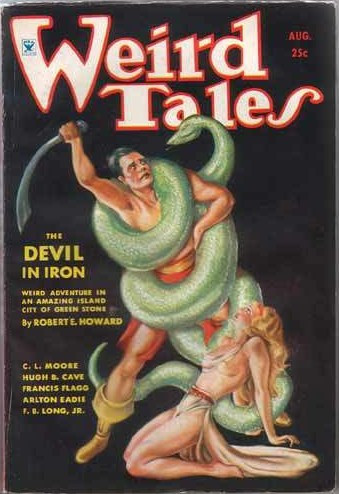
Portada de Weird Tales de agosto de 1934.

## Trama
En El diablo de hierro, un antiguo demonio, Khosatral Khel, es despertado en la remota isla de Xapur debido a la intromisión de un pescador yuetshi codicioso. Al despertar, Khel resucita la antigua fortaleza que una vez dominaba la isla, incluyendo sus murallas ciclópeas, pitones gigantes, y ciudadanos muertos hace mucho tiempo.
Mientras tanto, Conan - líder de los Kozakos de Vilayet - es engañado por el villano Jehungir Agha, señor de Khawarizm y guardián de la frontera costera turania, para que siga a la encantadora Octavia a la isla de Xapur. Jehungir Agha planea que Conan caiga en una trampa preparada en la isla. Sin embargo, la resurrección imprevista del demonio isleño y su antigua fortaleza interrumpe estos planes.
Cuando Conan llega a Xapur, no sólo tiene que derrotar a las fuerzas del Agha dirigidas por Jelal Khan, sino a una serpiente gigante, así como a  la monstruosidad de carne de hierro que es Khosatral Khel.

## Adaptaciones
En octubre de 1976 el relato fue adaptado a cómic (con el mismo título, The Devil in Iron) por Roy Thomas, John Buscema y Alfredo Alcalá en el número 15 de la colección la espada salvaje de Conan (Savage Sword of Conan #15). Esta historieta fue traducida por primera vez al castellano cuando Ediciones Vértice la publicó en enero de 1977 con el título  El demonio de hierro, en el número 42 de su colección Relatos Salvajes. Comics Forum publicó su propia traducción de la historieta (con el título El diablo de hierro) en la colección de tomos encuadernados en cartoné titulada Súper Conan, concretamente en el número 6 de la colección, publicado en septiembre de 1983.